# Rabdophaga strobiloides
Rabdophaga strobiloides är en tvåvingeart som först beskrevs av Osten Sacken 1862.  Rabdophaga strobiloides ingår i släktet Rabdophaga och familjen gallmyggor. Inga underarter finns listade i Catalogue of Life.